# Synagoge (Polná)
Koordinaten: 49° 29′ 6,7″ N, 15° 43′ 20,4″ O

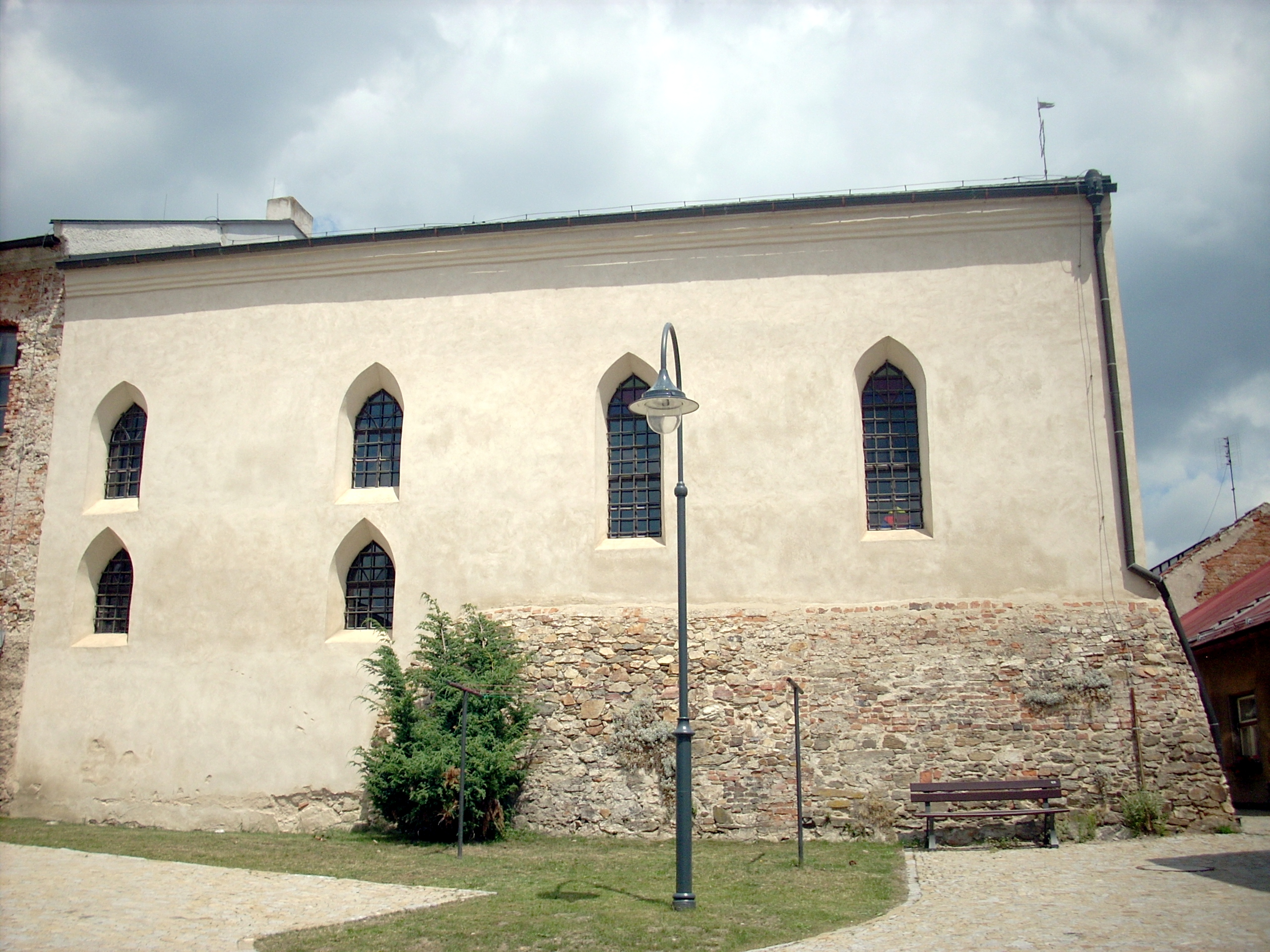
Synagoge in Polná

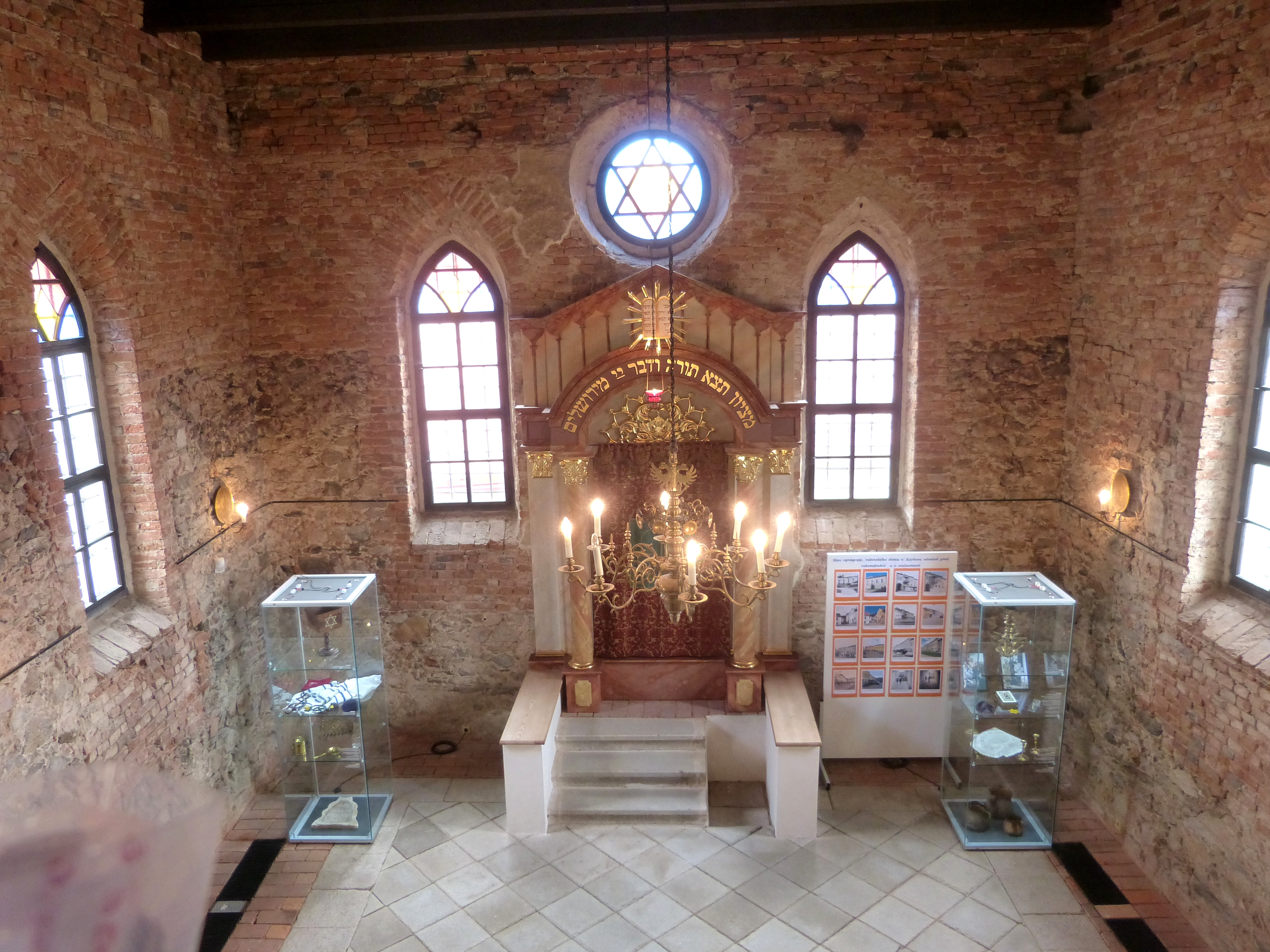
Innenansicht mit Toraschrein

Die Synagoge in Polná (deutsch Polna), einer Stadt im Okres Jihlava der Region Vysočina (Tschechien), wurde ursprünglich 1684 errichtet. Die profanierte Synagoge ist seit 1996 ein geschütztes Kulturdenkmal.

## Geschichte
Seit 1684 gab es im Ghetto eine Synagoge im Stil des Barock, die einen älteren Betraum ersetzte. Im Jahr 1863 fiel das Gebäude einem Feuer zum Opfer. Die Synagoge wurde danach wieder aufgebaut.
Das während der 1990er Jahre restaurierte Synagogengebäude dient heute als Museum und für kulturelle Veranstaltungen. Es werden die beiden Dauerausstellungen Der Fall Leopold Hilsner und die Geschichte der Juden im Polná-Gebiet gezeigt.